# Ötjärnen, Bohuslän
Ötjärnen är en sjö i Munkedals kommun i Bohuslän och ingår i Enningdalsälvens huvudavrinningsområde.